# Eparchia szujska
Eparchia szujska – jedna z eparchii Rosyjskiego Kościoła Prawosławnego, z siedzibą w Szui. Wchodzi w skład metropolii iwanowskiej. 
Eparchia powstała na mocy decyzji Świętego Synodu Rosyjskiego Kościoła Prawosławnego z 7 czerwca 2012 poprzez wydzielenie z eparchii iwanowo-wozniesieńskiej.

## Biskupi szujscy
- Nikon (Fomin), 2012–2016[2]
- Mateusz (Samknułow), 2016-2023[3]
- Jan (Rudenko), od 2023[4]

## Dekanaty
W skład eparchii wchodzi 9 dekanatów:
- gawriłowo-posadski
- iliński
- juski
- komsomolski
- leżniewski
- sawiński
- szujski
- tejkowski

oraz monasterski.

## Monastery
Na terenie eparchii działa 6 monasterów:
- Monaster Kazańskiej Ikony Matki Bożej w Kuzniecowie – męski
- Monaster Życiodajnego Krzyża Pańskiego w Pogost-Krestie – męski
- Monaster Zmartwychwstania Pańskiego i Fiodorowskiej Ikony Matki Bożej w Siergiejewie – męski
- Szartomski Monaster św. Mikołaja we Wwiedienju – męski
- Monaster Zaśnięcia Matki Bożej w Duniłowie – żeński
- Świętojezierska Pustelnia Iwerskiej Ikony Matki Bożej w Murgiejewskim – żeński